# Parco nazionale di Bu Gia Map
Il parco nazionale di Bu Gia Map (in vietnamita:Vườn quốc gia Bù Gia Mập) è un'area naturale protetta del Vietnam. È stato istituito nel 2002 e occupa una superficie di 260,32 km².